# Ephesia triphaenoides
Ephesia triphaenoides är en fjärilsart som beskrevs av Charles Oberthür 1881. Ephesia triphaenoides ingår i släktet Ephesia och familjen nattflyn. Inga underarter finns listade i Catalogue of Life.